# ريوسوك شيراهاما
ريوسوك شيراهاما (باليابانية: 白濱僚祐) مواليد 29 أغسطس 1991 في ساجا، هو لاعب كرة سلة ياباني. بدأ مسيرته الاحترافية في سنة 2014. يلعب مع أكيتا نورثرن هابينيتس في دوري كرة السلة الياباني للمحترفين. يحمل الرقم 9. يبلغ طوله 6 قدم 3 بوصة (1.9 م).

## روابط خارجية
- ريوسوك شيراهاما على موقع دوري كرة السلة الياباني للمحترفين (اليابانية)
- ريوسوك شيراهاما على موقع كرة السلة الأوروبية.كوم (الإنجليزية)
- ريوسوك شيراهاما على موقع ريلجم (الإنجليزية)
- ريوسوك شيراهاما على موقع بروبوليرز (الإنجليزية)